# Landschaftsschutzgebiet Ruhraue Auf der Bleiche

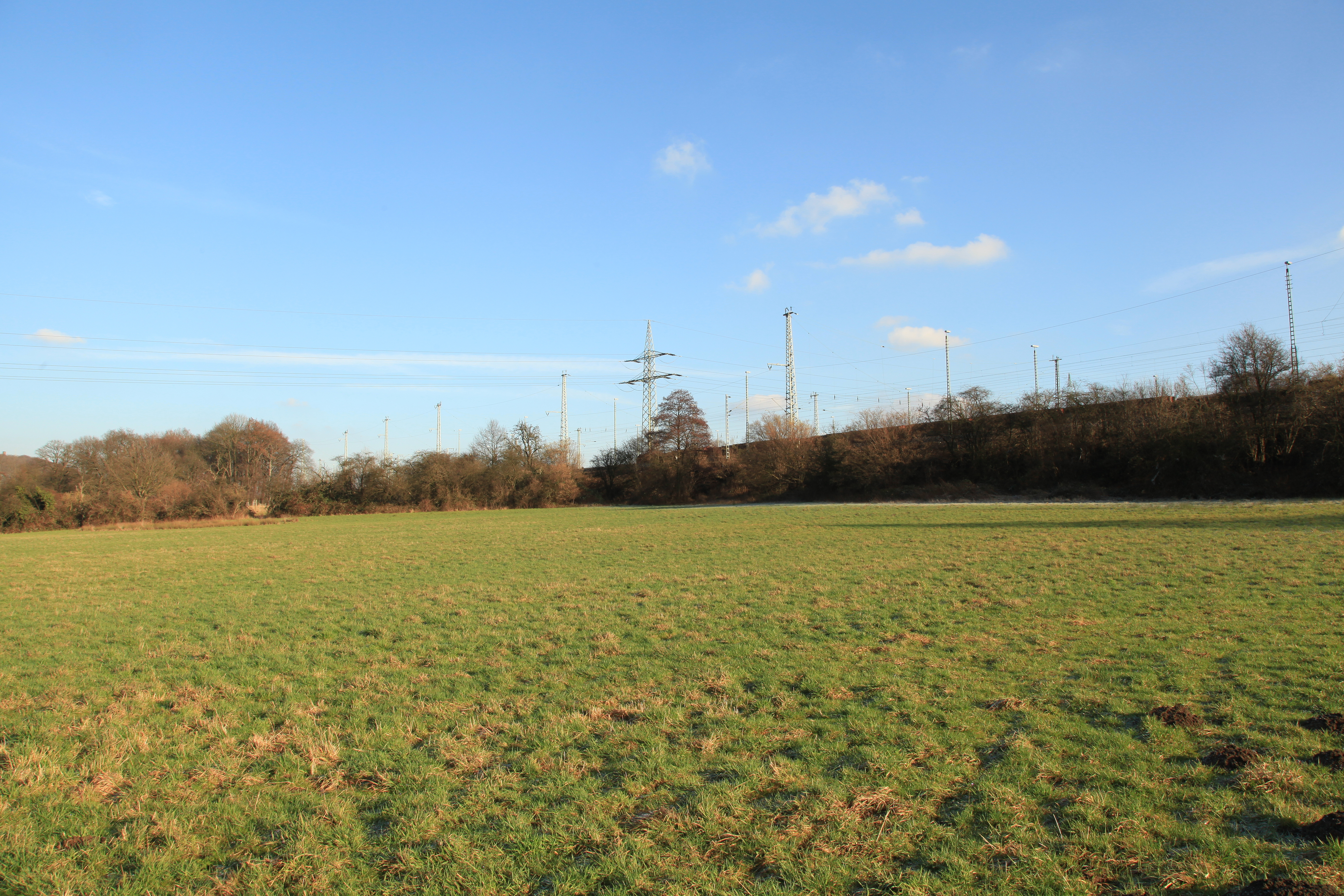
Landschaftsschutzgebiet Ruhraue Auf der Bleiche

Das Landschaftsschutzgebiet Ruhraue Auf der Bleiche mit einer Flächengröße von 58,51 ha befindet sich auf dem Gebiet der kreisfreien Stadt Hagen in Nordrhein-Westfalen. Das Landschaftsschutzgebiet (LSG) wurde 1994 mit dem Landschaftsplan der Stadt Hagen vom Stadtrat von Hagen ausgewiesen.

## Beschreibung
Im Nordosten bildet die B 226 die Grenze. Im Norden geht das LSG bis zu einer Wassergewinnungsanlage. Im Osten liegt eine Bahntrasse und im Süden ein Industriegebiet. Im Westen geht das LSG bis zur Stadtgrenze.
Im LSG liegen hauptsächlich landwirtschaftlich genutzte Flächen Grün- und Ackerlandnutzung in der Flussaue der Ruhr. Es befinden sich nur einzelnen Baum- und Strauchbestände im LSG.

## Schutzzweck
Laut Landschaftsplan erfolgte die Ausweisung „zur Erhaltung und Wiederherstellung der Leistungsfähigkeit des Naturhaushaltes, insbesondere durch Sicherung der Feuchtbereiche vor Verfüllung und Überfrachtung mit Nährstoffen“.